# Tremont City, Ohio
Tremont City là một làng thuộc quận Clark, tiểu bang Ohio, Hoa Kỳ. Năm 2010, dân số của làng này là 375 người.

## Dân số
- Dân số năm 2000: 349 người.
- Dân số năm 2010: 375 người.